# París-Niza 1951
La París-Niza 1951 fue la novena edición de la París-Niza, que se disputó entre el 13 y el 17 de marzo de 1951. La cursa fue ganada por el belga Roger Decock, del equipo Bertin-Wolber. Las otras dos posiciones del podio fueran por los franceses Lucien Teisseire (Helyett-Hutchinson) y Kléber Piot (Automoto-Dunlop). Decock se queda sin compañeros de equipo después de la 3.ª etapa pero será ayudado hasta la final de la prueba por Gino Bartali. El conjunto Stella-Dunlop se impuso en la clasificación por equipos.
La prueba pasó a denominarse París-Costa Azul después de que la organización recayera en el diario Route te Piste con el apoyo financiero de Source Perrier. El ayuntamiento de Niza y la radio RMC también fueran patrocinadores. El maillot de líder pasó a ser azul con un ribete naranja.
Se creó una clasificación de la montaña con solo tres puertos puntuables: La République, Castillon y Braus.

## Participantes
En esta edición de la París-Niza preneren parte 123 corredores divididos en 18 equipos: Peugeot-Dunlop, Bartali-Delangle, Dilecta-Wolber, Stella-Dunlop, Automoto-Dunlop, Metropole-Dunlop, Helyett-Hutchinson, Garin-Wolber, Rochet-Dunlop, Terrot-Gitane-Hutchinson, Bertin-Wolber, Rhonson-Dunlop, Splendid-Wals, Colomb-Manera, Marcaillou-Dunlop, Arliguif-Hutchinson, Tendil-Hutchinson y Dardenne-Dunlop. La prueba lo acabaron 49 corredores.

## Resultados de las etapas
| Etapas                | Fecha       | Recorrido               | Km     | Vencedor de etapa | Líder de la general |
| --------------------- | ----------- | ----------------------- | ------ | ----------------- | ------------------- |
| 1.ª etapa             | 13 de marzo | París-Nevers            | 231 km | Lucien Teisseire  | Lucien Teisseire    |
| 2.ª etapa             | 14 de marzo | Nevers-Saint-Étienne    | 230 km | Louison Bobet     | Roger Decock        |
| 3ª etapa              | 15 de marzo | Saint-Étienne-Privas    | 213 km | Pierre Barbotin   | Roger Decock        |
| 4.ª etapa, 1.º sector | 16 de marzo | Privas-Vergèze          | 153 km | Emile Idée        | Roger Decock        |
| 4.ª etapa, 2.º sector | 16 de marzo | Vergèze-Ais de Provenza | 119 km | Louison Bobet     | Roger Decock        |
| 5.ª etapa             | 17 de marzo | Ais de Provenza-Niza    | 228 km | Roger Buchonnet   | Roger Decock        |

## Etapas

### 1.ª etapa
13-03-1951. París-Nevers, 231 km.
Salida neutralizada: Place de Italie de París. Salida real: Carrefour de la Bélle Épine de la ciudad de Thiais.
|   | Ciclista         | Equipo                   | Tiempo     |
| - | ---------------- | ------------------------ | ---------- |
| 1 | Lucien Teisseire | Helyett-Hutchinson       | 7h 09' 10" |
| 2 | Urbain Caffi     | Terrot-Gitane-Hutchinson | m. t.      |
| 3 | Roger Decock     | Bertin-Wolber            | m. t.      |

### 2.ª etapa
14-03-1951. Nevers-Saint-Étienne, 230 km.
|   | Ciclista          | Equipo           | Tiempo     |
| - | ----------------- | ---------------- | ---------- |
| 1 | Louison Bobet     | Stella-Dunlop    | 6h 43' 32" |
| 2 | Raphaël Géminiani | Metropole-Dunlop | m. t.      |
| 3 | Roger Decock      | Bertin-Wolber    | m. t.      |

### 3.ª etapa
15-03-1951. Saint-Étienne-Privas, 213 km.
|   | Ciclista        | Equipo                   | Tiempo     |
| - | --------------- | ------------------------ | ---------- |
| 1 | Pierre Barbotin | Stella-Dunlop            | 6h 30' 24" |
| 2 | François Mahé   | Terrot-Gitane-Hutchinson | + 44"      |
| 3 | Désiré Keteleer | Garin-Wolber             | + 3' 50"   |

### 4.ª etapa, 1.º sector
16-03-1951. Privas-Vergèze, 153 km.
Source Perrier da una prima de 100.000 francos al ganador de etapa.
|   | Ciclista          | Equipo           | Tiempo     |
| - | ----------------- | ---------------- | ---------- |
| 1 | Emile Idée        | Peugeot-Dunlop   | 4h 01' 14" |
| 2 | Alphonse Devreese | Peugeot-Dunlop   | m. t.      |
| 3 | Mario Gestri      | Bartali-Delangle | m. t.      |

### 4.ª etapa, 2.º sector
16-03-1951. Vergèze-Ais de Provenza, 119 km.
|   | Ciclista         | Equipo         | Tiempo     |
| - | ---------------- | -------------- | ---------- |
| 1 | Louison Bobet    | Stella-Dunlop  | 2h 56' 38" |
| 2 | Adolphe Deledda  | Rhonson-Dunlop | m. t.      |
| 3 | Albert Dubuisson | Rochet-Dunlop  | m. t.      |

### 5.ª etapa
17-03-1951. Ais de Provenza-Niza, 228 km.
Llegada situada al Paseo de los Ingleses. Teisseire queda a solo 12 segundos de llevarse la prueba después de recuperar más de 10' en un ataque final. En un primer momento será proclamado como ganador de la prueba y dará, incluso, la vuelta de honor. Pasada una hora, los cronometadors oficiales revisan sus cuentas resultante como ganador final Decock.
|   | Ciclista        | Equipo           | Tiempo     |
| - | --------------- | ---------------- | ---------- |
| 1 | Roger Buchonnet | Metropole-Dunlop | 6h 34' 21" |
| 2 | José Serra Gil  | Splendid-Wals    | + 44"      |
| 3 | Joseph Morvan   | Dilecta-Wolber   | + 3' 54"   |

## Clasificaciones finales

### Clasificación general[2]
|    | Ciclista          | Equipo                   | Tiempo      |
| -- | ----------------- | ------------------------ | ----------- |
| 1  | Roger Decock      | Bertin-Wolber            | 32h 27' 29" |
| 2  | Lucien Teisseire  | Helyett-Hutchinson       | + 12"       |
| 3  | Kléber Piot       | Automoto-Dunlop          | + 1' 30"    |
| 4  | Albert Dubuisson  | Rochet-Dunlop            | + 2' 00"    |
| 5  | Pierre Barbotin   | Stella-Dunlop            | + 4' 03"    |
| 6  | Jean Malléjac     | Stella-Dunlop            | + 4' 09"    |
| 7  | Louison Bobet     | Stella-Dunlop            | + 9' 39"    |
| 8  | François Mahé     | Terrot-Gitane-Hutchinson | + 12' 04"   |
| 9  | Raphaël Géminiani | Metropole-Dunlop         | + 12' 39"   |
| 10 | Adolphe Deledda   | Rhonson-Dunlop           | + 13' 30"   |

## Evolución de las clasificaciones
| Etapa(Vencedor)                    | Clasificación general |
| ---------------------------------- | --------------------- |
| Etapa 1 (Lucien Teisseire)         | Lucien Teisseire      |
| Etapa 2 (Louison Bobet)            | Roger Decock          |
| Etapa 3 (Pierre Barbotin)          | Roger Decock          |
| Etapa 4, 1r sector (Emile Idée)    | Roger Decock          |
| Etapa 4, 2n sector (Louison Bobet) | Roger Decock          |
| Etapa 5 (Roger Buchonnet)          | Roger Decock          |